# Mount Csejtey
Mount Csejtey ist ein 2035 m hoher Berg im Australischen Antarktis-Territorium. Im Zentrum der Geologists Range ragt er 2,5 km südlich des Mount Macpherson auf.
Der United States Geological Survey kartierte ihn anhand eigener Vermessungen und Luftaufnahmen der United States Navy aus den Jahren von 1960 bis 1962. Das Advisory Committee on Antarctic Names benannte ihn 1966 nach dem aus Ungarn stammenden Béla Csejtey Jr. (1934–2012), Geologe des United States Antarctic Research Program auf der McMurdo-Station von 1962 bis 1963.